# 馬斯卡廷 (愛阿華州)
马斯卡廷（Muscatine）是位于美国密西西比河畔的一座城市，隶属于艾奥瓦州的马斯卡廷县，也是该县首府。根据2010年美国人口普查的结果，现有人口22886人。

## 历史

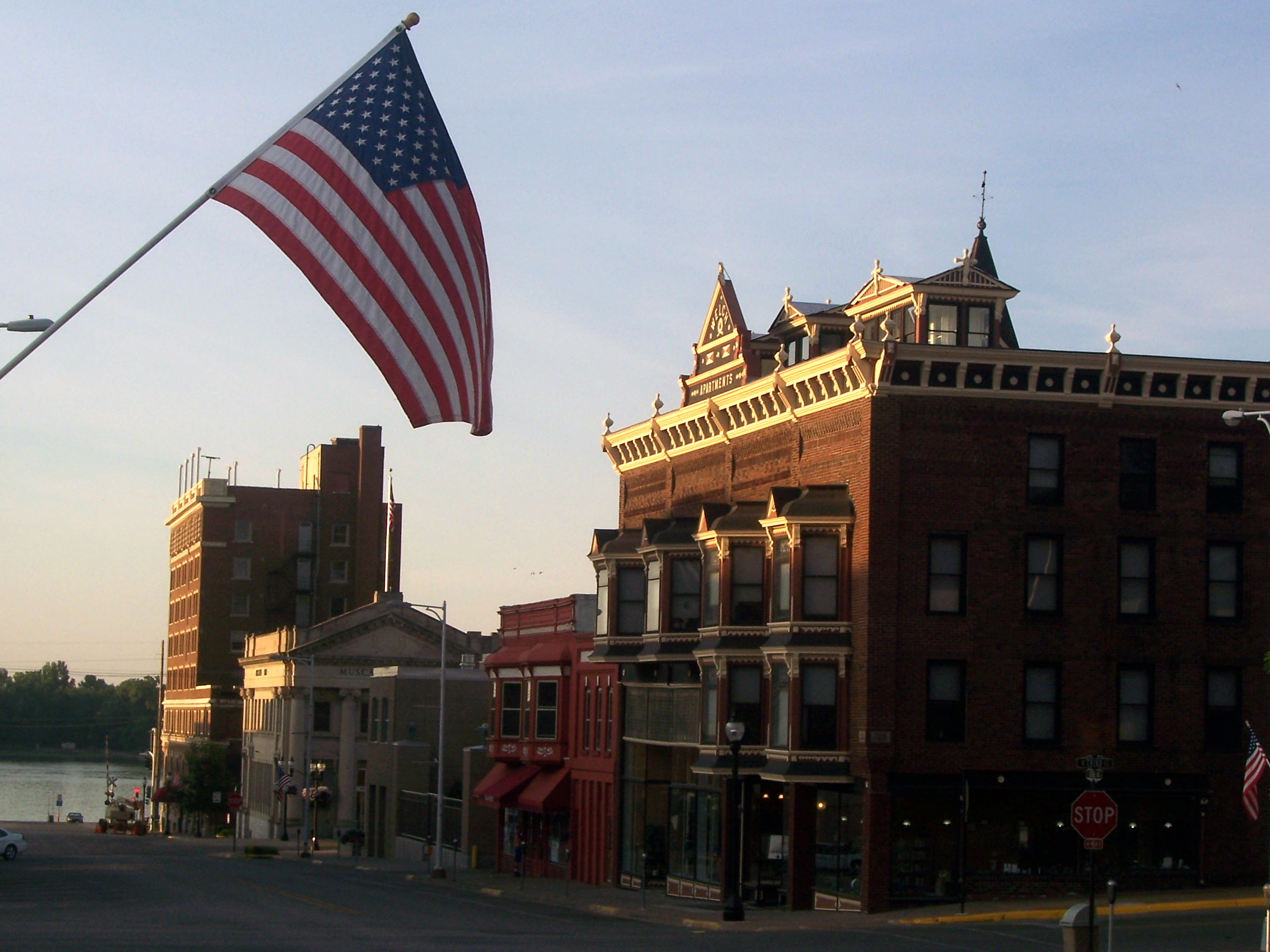
黎明时的从马斯卡廷市中心，
向密西西比河眺望

马斯卡廷最早是由乔治·达文波特上校派出的代表于1833年建立的贸易站，开始的名字是“布鲁明顿”。但因为当时中西部有好几个同名地点，为了避免邮递出错，改名为现在的名字。在此之前，马斯卡廷也被称为“凯西的柴堆（Casey's Woodpile）”。马斯卡廷这个名字在美国没有其它同名城市，据信来自某个印第安部落的名字，或是出自于印第安语“火焰岛”。
从1840年代到美国内战，马斯卡廷曾有艾奥瓦州最大的黑人社区，既有来自南方的逃亡黑奴，也有迁移自东部的自由黑人。大亚历山大·克拉克是著名的黑人社区领袖和黑人民权活动家，帮助建立黑人教堂，救助逃奴，还在内战前就上诉州法院推翻种族主义法律。1896年，他因女儿被退学而起诉该市教育委员会，从而成功的解除了艾奥瓦州的公立学校里的种族隔离。11年后，他的儿子小亚历山大从艾奥瓦大学法学院毕业，成为该校的第一位黑人毕业生。他自己也入学，并于5年后以58岁高龄毕业，成为该校第二位黑人毕业生。
马斯卡廷曾因出产密西西比珍珠以及蚌壳纽扣而成为闻名遐迩的珍珠城。该地马斯卡廷岛上所产的西瓜也很有名，故也有“世界西瓜之都”的美称。著名美国作家马克·吐温曾短暂供职于当地一家报社，并在其著作《密西西比河上的生活》中对该地有所记录。现任中共中央总书记、国家主席习近平在1985年于河北任职时曾率团访问过该市，他于2012年访问美国时专门再次到访该市。

## 地理

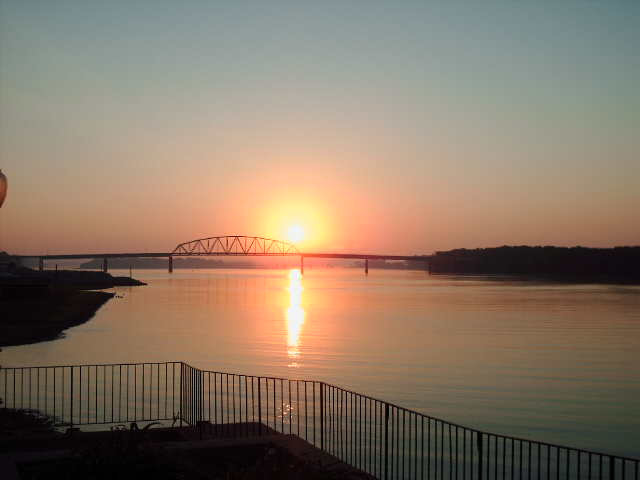
密西西比河上的日出

马斯卡廷位于密西西比河畔的一系列崖壁和山丘上，大河在该市附近产生一个大约260度的弯曲河岸。该市的“高地”地区被流经市中心的大河的两条支流，麦德溪 （Madd Creek）和帕普斯溪（Papoose Creek），分割为3块山脊状的山丘。该市的主要道路沿着这些河谷和山脊建筑，有些像蜘蛛网。马斯卡廷岛上有几个大的工业区和工人阶级社区。

## 人口
根据2000年美国人口普查，当地人口中90.40%为白人，1.08%为非洲裔美国人，0.37%为美国原住民后裔，0.65%为亚裔美国人，0.03%为太平洋岛屿美国人，6.04%为其他种族，1.44%为多种族混血。西班牙裔或拉丁裔占总人口的12.30%。该市居民的中位收入为一户38122美元。男性的中位收入为36440美元，女性为23953美元。大约8.0%的家庭和10.9%的人口收入位于贫困线之下。